# Roy Jacobsen
Compléments
Académie norvégienne de langue et de littérature
Roy Jacobsen, né le 26 décembre 1954  à Oslo, est un écrivain norvégien.

## Biographie
Roy Jacobsen obtient en 1982 le prix Tarjei Vesaas de la première œuvre, puis en 1991, un très grand succès public et critique avec Seierherrene (Les Conquérants). En 1995, il publie la biographie de Trygve Bratteli, le premier ministre. Il obtient le prix Dobloug en 2012.

## Publications
- 1982 : Fangeliv, nouvelles
- 1984 : Hjertetrøbbel, roman
- 1985 : Tommy, roman
- 1987 : Det nye vannet, roman
- 1988 : Virgo, roman
- 1989 : Det kan komme noen, nouvelles
- 1990 : Ursula, livre pour enfants
- 1991 : Seierherrene, roman
- 1992 : Fata Morgana, roman,
- 1994 : Den høyre armen, nouvelles
- 1995 : Trygve Bratteli. En fortelling, biographie de Trygve Bratteli
- 1998 : Ismael, roman
- 1999 : Grenser, roman
- 2001 : Fugler og soldater, nouvelles
- 2002 : Det nye vinduet, nouvelles
- 2003 : Frost, roman
- 2005 : Hoggerne, roman
- 2007 : Marions slør, roman
- 2009 : Vidunderbarn, roman
- 2013 : De usynlige, roman
- 2015 : Hvitt hav, roman
- 2017 : Rigels øyne, roman
- 2020 : Bare en mor, roman

## Œuvres traduites en français
- Les Bûcherons [« Hoggerne »] (2005), trad. d’Alain Gnaedig, Paris, Éditions Gallimard, coll. « Du monde entier », 2011, 192 p.  (ISBN 978-2-07-013139-6)[2],[3],[4]
- Le Prodige [« Vidunderbarn »] (2009), trad. d’Alain Gnaedig, Paris, Éditions Gallimard, coll. « Du monde entier », 2014, 301 p.  (ISBN 978-2-07-012792-4)
- Les Invisibles [« De Usynlige »] (2013), trad. d’Alain Gnaedig, Paris, Éditions Gallimard, coll. « Du monde entier », 2017, 272 p.  (ISBN 978-2-07-017775-2)[5],[6],[7]
- Mer blanche [« Hvitt Hav »] (2015), trad. d’Alain Gnaedig, Paris, Éditions Gallimard, coll. « Du monde entier », 2019, 261 p.  (ISBN 978-2-07-278558-0)[8]
- Les yeux de Rigel Rigels øyne (2017), trad. d'Alain Gnaedig, Paris, Éditions Gallimard, coll. "Du monte entier", 2021, 256p.  (ISBN 978-2072893384)
- Les Conquérants [« Seierherrene »] (1991), trad. d’Alain Gnaedig, Paris, Éditions Gallimard, coll. « Du monde entier », 2022, 704 p.  (ISBN 978-2-07-294364-5)
- Juste une mère [« Bare en mor »] (2020), trad. d’Alain Gnaedig, Paris, Éditions Gallimard, coll. « Du monde entier », 2024, 304 p.  (ISBN 978-2-07-294369-0)

## Réception critique
- « Le roman de Roy Jacobsen fascine et saisit son lecteur dès ses premières lignes. Comment résister quand le réel sombre dans le non-sens. »[9]